# Rautendorf
Rautendorf est un quartier de la commune allemande de Grasberg, dans l'arrondissement d'Osterholz, Land de Basse-Saxe.

## Histoire
Rautendorf est fondé en 1762 dans le cadre de la colonisation des marais du Teufelsmoor. Dans les années 1780, l'endroit compte 32 ménages avec 76 adultes et 86 enfants et donc un total de 162 habitants. En 1910, 569 habitants sont recensés.
Rautendorf fusionne en mars 1974 dans le cadre de la réforme territoriale avec d'autres villages avec la commune de Grasberg.

## Source, notes et références
- (de) Cet article est partiellement ou en totalité issu de l’article de Wikipédia en allemand intitulé « Rautendorf » (voir la liste des auteurs).